# Моґільно (Лодзинське воєводство)
Моґільно (пол. Mogilno) — село в Польщі, у гміні Варта Серадзького повіту Лодзинського воєводства.
Населення — 217 осіб (2011).
У 1975-1998 роках село належало до Серадзького воєводства.

## Демографія
Демографічна структура станом на 31 березня 2011 року:
|          | Загалом | Допрацездатний вік | Працездатний вік | Постпрацездатний вік |
| -------- | ------- | ------------------ | ---------------- | -------------------- |
| Чоловіки | 108     | 18                 | 70               | 20                   |
| Жінки    | 109     | 20                 | 56               | 33                   |
| Разом    | 217     | 38                 | 126              | 53                   |